# Äventyret med julpuddingen
Äventyret med julpuddingen och andra detektivnoveller är en novellsamling skriven av Agatha Christie och publicerad i Storbritannien den 24 oktober 1960. Det är den enda Christie-utgåvan som publicerats i Storbritannien som innehåller berättelser med både Hercule Poirot och Miss Marple, författarens två mest kända detektiver.

## Handlingar

### Äventyret med julpuddingen
Poirot blir ombedd av en mr Jesmond, som agerar som mellanhand till en österländsk prins, att hjälpa den olycklige unge mannen med ett problem han har. Prinsen ska snart gifta sig med en kusin. Under förlovningen träffade han en attraktiv men uppenbart tvivelaktig ung kvinna, och bestämde sig förhastat för att ha en sista flört med henne. Prinsen tog med sig flera dyrbara juveler till London för att restaureras av Cartier och en av dem, en fantastisk rubin, stals av den unga kvinnan. Om den inte kan hämtas kommer en skandal att uppstå och på grund av detta kan polisen inte kopplas in. Mysteriet kan lösas på ett gammalt engelskt lantställe som heter Kings Lacey där det kommer att ordnas så att Poirot får följa med en familj dit för deras julfirande, förmodligen för att uppleva en typisk engelsk jul.
På julafton, på Kings Lacey, får Poirot höra om de andra medlemmarna i sällskapet av mrs Lacey, hans äldre värd i huset. Med sig har de hennes make överste Lacey; Sarah, ett barnbarn till deras avlidne son; Colin, ett tonårigt barnbarn till deras dotter; Michael, en vän till Colin i skolan; Bridget, som är i samma ålder som Colin och Michael och är brorsdotter till mrs Lacey; Diana, en ung kusin till mrs Lacey; och David Welwyn som är en vän till familjen. Överste och mrs Lacey störs av Sarahs förhållande med en ung spoling vid namn Desmond Lee-Wortley. De tycker båda att han är olämplig för deras barnbarn och har bjudit in honom till sig över jul i hopp om att några dagars nära kontakt med Sarah ska visa henne hur olämplig han är, särskilt i kontrast till David Welwyn som har varit vän med Sarah sedan barndomen. Lee-Wortley är där med sin syster som återhämtar sig från en operation och är instängd på sitt rum som konvalescent. Colin, Michael och Bridget är besvikna på Poirot eftersom han inte uppfyller deras förväntningar på hur en detektiv ska se ut. De kläcker en plan för att arrangera ett falskt mord för Poirot att upptäcka med Bridget liggande i snön med blod runt den "döda" kroppen och fotspår som leder genom snön som nu faller och förväntas växa sig tyngre. De bestämmer sig för att sätta sin plan i verket på annandag jul, eftersom överste Lacey inte vill att något sådant ska äga rum på själva juldagen. Den kvällen är julgranen dekorerad och sällskapet drar sig tillbaka till sina rum för natten. På sin kudde hittar Poirot en nedklottrad lapp där det står: "ÄT INTE NÅGOT AV PLOMMONPUDDINGEN. EN SOM VILL DIG VÄL." Han är mycket förbryllad.
Nästa dag äter sällskapet en stor julmiddag och sedan kommer den äldre och delvis pensionerade butlern in med julpuddingen med pompa och ståt. Matgästerna hittar de vanliga polletterna i sina portioner, men översten blir irriterad och förvånad när han nästan sätter en stor rubin i halsen. Poirot tar föremålet och stoppar det i fickan. Efteråt besöker Poirot köket för att ge kokerskan mrs Ross komplimanger för måltiden och särskilt puddingen. Hon erkänner att två puddingar gjordes, en för juldagen och en för nyårsdagen, men den till juldagen ströks och den för nyårsdagen ersatte den. Samma natt låtsas Poirot sova i sin säng, efter att ha undvikit att dricka en kopp drogat kaffe som han fått av Lee-Wortley. En figur kommer in i hans rum och genomför ett fruktlöst sökande. Nästa morgon genomför barnen sin "mordplan" och väcker Poirot ur hans säng för att undersöka den "döda" kroppen, men de får en chock när Poirot bekräftar att Bridget verkligen är död. Poirot ber den unge mannen att ta pulsen på Bridget och han bekräftar att det inte finns någon. Poirot påpekar att fotspåren i snön ser ut som Lee-Wortleys och att Bridgets hand håller i rubinen som fanns i puddingen. Lee-Wortley blir förstummad, men tar rubinen och erbjuder sig att ringa polisen. Han säger till Diana att telefonen är död och kör iväg för att hämta dem. Poirot tar med sig de andra in i huset där han förklarar allt. Han berättar för dem att Lee-Wortley är en utpressare och inblandad i andra tvivelaktiga saker. Hans förmodade syster är den unga kvinna som tog rubinen från den österländske prinsen, och de två spårades till paret Lacey.
Bridget dyker upp i rummet - hon är inte död, hon har burit ett tryckförband på armen när hon låg i snön och var i förbund med Poirot för att lura Lee-Wortley. Poirot hörde barnen planera sitt "mord" genom ett öppet fönster och tog tillfället i akt att ta emot Lee-Wortley. Poirot hade gett rubinen till Bridget för förvaring den natt då Lee-Wortley försökte droga honom, och sedan bytt ut den mot en kopia som han hade tagit med sig när han arrangerade "mord"-scenen. Han antar att Lee-Wortley kommer att åka utomlands och få en obehaglig överraskning när han försöker sälja förfalskningen. Lee Wortleys "syster" hade gömt den riktiga rubinen i nyårsdagens pudding med avsikt att paret skulle ta den med sig när de åkte men de var omedvetna om olyckan som drabbade den på juldagen. Lee-Wortleys "syster" hör dessa avslöjanden och flyr från huset, rasande över att han har lämnat henne att möta konsekvenserna ensam. Mysteriet om vem som lämnade lappen på Poirots kudde löses när en av hembiträdena erkänner att hon hört paret diskutera att få Poirot ur vägen och att något hade lagts i puddingen, vilket fick henne att tro att de planerade att förgifta honom. Han belönar henne genom att lova henne en sminkask och får en kyss av Bridget under misteln.

### Mysteriet med den spanska kistan
Poirots uppmärksamhet fångas av tidningsrubriker som berättar om den senaste utvecklingen i det "spanska kistmysteriet". På hans begäran förbereder miss Lemon en summering av fallet. En major Charles Rich höll en liten fest i sin lägenhet. Gästerna var en mr och mrs Clayton, en mr och mrs Spence och en kommendörkapten McLaren. I sista minuten fick Edward Clayton ett brådskande telegram som kallade honom till Skottland samma kväll i affärer och han deltog inte i festen. Strax innan festen tog han en drink med McLaren på deras klubb där han förklarade sin kommande frånvaro och innan han gick till stationen tog han en taxi till paret Rich för att be om ursäkt. Rich var ute, men Burgess – Richs betjänt – släppte in honom och lämnade Clayton att klottra en lapp i vardagsrummet medan han fortsatte med sina förberedelser i köket. Ungefär tio minuter senare kom Rich tillbaka och skickade ut Burgess på ett kort ärende. Rich förnekar att han sett Clayton i lägenheten, och inte heller Burgess sger sig ha sett honom efter att ha lämnat mannen för att skriva sin lapp. Nästa morgon lade Burgess märke till vad som verkade vara blodfläckar på en matta, blodet sipprade ut från en spansk kista i hörnet av rummet. När den häpne mannen öppnade kistan fann han den döde Edward Clayton, som hade blivit knivhuggen till döds.
Rich har nu gripits som huvudmisstänkt men Poirot ser en brist i att han inte kan se hur eller varför Rich lugnt skulle ha gått till sängs med ett blödande lik i huset. En gemensam vän rekommenderar honom till mrs Clayton och han kan börja undersöka fallet. När han träffar Claytons änka Marguerite slås han av hennes vackra oskuld och inser snabbt att hon är attraherad av major Rich även om hon förnekar att hon har en affär med honom. Hon erkänner att hon inte var kär i sin slutne och känslolöse make. Han träffar sedan de personer som är involverade i sällskapet i tur och ordning, alla är överens om mrs Claytons charm och bristen på känslor hos hennes man. Poirot har vissa misstankar mot Burgess och går till Richs lägenhet där betjänten visar honom brottsplatsen. När Poirot inspekterar kistan hittar han några hål på baksidan och frågar Burgess om något i rummet skiljer sig märkbart från festkvällen. Han får veta att en skärm i rummet stod nästan framför kistan på mordkvällen och dolde den.
Poirot kommer ihåg en referens till Othello som användes av mrs Spence och inser sanningen. Mr Clayton är Othello och hans fru är Desdemona och den saknade karaktären Jago är i själva verket McLaren. McLaren är förälskad i mrs Clayton och svartsjuk på hennes dragning till major Rich. Han planerade det perfekta brottet där Clayton skulle dö och Rich anklagas för mordet. Han hade gjort många subtila antydningar till Clayton om sin frus otrohet till den grad att mannen själv kläckte en plan för att fejka en kallelse till Skottland och sedan hittade en anledning att ta sig in i Richs lägenhet där han gömde sig i kistan för att observera vad som hände i hans frånvaro. McLaren, som spelade skivor att dansa till, smög bakom skärmen, medveten om att Clayton stirrade ut genom ett av hålen i kistan och mördade Clayton. Poirot känner sig säker på att om teorin läggs fram för McLaren kommer han att erkänna.

### Vad hände i tornrummet?
Sir Reuben Astwell mördades för tio dagar sedan på sitt lantställe Mon Repos då han blev slagen i bakhuvudet med en klubba och hans brorson Charles Leverson har arresterats. Sir Reubens fru Lady Astwell är övertygad om att den verklige brottslingen är den avlidne mannens sekreterare Owen Trefusis även om hon inte har en tillstymmelse till bevis utan istället förlitar sig på "intuition". Hon skickar sin unga sällskapsdam Lily Margrave till Poirot för att anställa honom i fallet och Poirot accepterar, delvis för att han känner att Lily inte vill att Poirot ska undersöka saken och att hon har något att dölja. Väl framme vid Mon Repos talar Poirot med den skrämmande och dominanta Lady Astwell som berättar att Sir Reubens bror och affärspartner Victor också är gäst i huset. Båda bröderna var lika hetlevrade och det förekom många gräl och meningsskiljaktigheter ofta med Charles Leverson inblandad och sir Ruben tog ofta ut sitt humör på tjänarna. Poirot intervjuar butlern Parsons, som är ett av huvudvittnena i fallet. Hans sovrum ligger på bottenvåningen och ovanför honom ligger "Tornrummet", Sir Reubens helgedom. Det är ett högt rum med ett annat rum ovanför som nås via en spiraltrappa och var ursprungligen ett observatorium byggt av en tidigare ägare som var astronom. Sir Ruben satt och skrev sent på kvällen och Parsons låg och sov när han väcktes av ljudet av att Leverson kom hem vid midnatt och släppte in sig själv. Han hörde Leverson skrika åt sin farbror, följd av ett skrik och en dov duns. När Parsons skulle gå upp på övervåningen för att se vad som hände hörde han Leverson säga "Ingen skada skedd, lyckligtvis" och sedan önska sin farbror god natt. Dagen därpå hittades sir Ruben död. I ett samtal med Trefusis erkänner butlern att han under sina nio år som anställd blev hänsynslöst mobbad av Sir Reuben. Trefusis visar Poirot brottsplatsen och detektiven är förbryllad över varför det finns en blodfläck på skrivbordet men Sir Reubens kropp hittades på golvet. Poirot försöker sig på ett experiment med sin betjänt George och inser att Sir Reuben blev slagen när han satt i sin stol och satt kvar eftersom stolen är låg i jämförelse med skrivbordet.
Poirot är misstänksam mot Lily Margraves nervösa uppträdande och undersöker de två lokala hotellen för att se om någon boende  den natten lämnade hotellet nära midnatt. Han hittar en sådan man – kapten Humphrey Naylor – och övertygad om att det finns en koppling till Lily gillrar han en fälla genom att lägga sitt eget blod på en bit av klänningen som hon hade på sig den kvällen och berätta för henne att han hittat den i Tornrummet. Hon erkänner att hon är Naylors syster och att han blev avlurad en afrikansk guldgruva av Sir Reuben. Fast besluten att finna bevis kom hon överens med sin bror om att ta anställning som lady Astwells följeslagare, och den aktuella kvällen, medan hennes bror väntade utanför, gick hon till tornrummet och såg Leverson lämna det. Hon gick sedan själv in i rummet och hittade kroppen på golvet (hon letade också i kassaskåpet och hittade beviset på bedrägeriet som hennes bror var ute efter) men hon är oskyldig till mordet. Poirot tror henne och inser också att Leverson var berusad den aktuella kvällen och att hans märkliga sätt är ett resultat av att han började skrika på sin farbror, knuffade honom på axeln och sedan insåg att han var död när kroppen gled till golvet – därav dunsen som Parsons hörde. Han är också oskyldig, eftersom hans farbror dödades tidigare än när han var i rummet. Poirot övertalar Lady Astwell att delta i hypnos för att minnas händelserna under mordnatten. Hon bekräftar det hon redan berättat för polisen – att hon grälade med sin man i tornrummet ett tiotal minuter innan Leverson kom hem. Hon lyckas också återkalla ett subliminalt minne av den normalt kontrollerade Trefusis som bröt en papperskniv i ilska tidigare på kvällen när hon återigen blev utskälld av Sir Reuben (vilket utlöste hennes misstankar mot mannen) och en märklig utbuktning i gardinen som täckte spiraltrappan till den övre delen av tornrummet. Poirot inser att någon redan var där när hon och hennes man grälade. Poirot börjar ett nervspel med alla i huset, förlänger sin vistelse och söker igenom allas sovrum. Han påstår sig också ha hittat något i spiraltrappan som kommer att besegla mördarens öde och lämnar det i en låda i sitt rum medan han gör en snabb resa till London. Han återvänder och berättar för det samlade hushållet att Trefusis verkligen är mördaren, men att brottet inte var överlagt. Sekreteraren hade lämnat något i övre delen av tornrummet och höll just på att hämta det då han fann sig vara ett ovilligt vittne till grälet mellan sir Ruben och lady Astwell. Efter att hon lämnat rummet försökte han smita ut, men blev upptäckt och fick ta emot ytterligare en störtflod av glåpord från sin arbetsgivare. Efter nio år av sådan behandling orkade han inte mer och slog ner Sir Ruben. Föremålet som Poirot hittade i trappan var falskt, men George, som var gömd i garderoben i Poirots rum, såg Trefusis stjäla lådan där föremålet var gömt när Poirot var i London. Lady Astwell är förtjust – hennes intuition har visat sig vara korrekt.

### Den ödesdigra måltiden
Poirot äter ute med vännen Henry och samtalet kommer in på folks vanor. Henry äter regelbundet på restaurangen som de är på och han pekar ut en vitskäggig man som bevis för sina teorier. Den här skäggiga mannen äter samma måltid där på onsdagar och lördagar och beställer alltid ungefär samma saker som en del av sin trerättersmiddag. Servitrisen kommer med maten och ser Henry stirra på den skäggige mannen. Hon berättar att han veckan innan också kom in på måndagen och beställde saker som han aldrig hade beställt förut. Poirots nyfikenhet väcks. Tre veckor senare träffas Poirot och Henry på ett tunnelbanetåg och under samtalet nämner Henry att den skäggige mannen inte har setts till på en vecka. Henrys teori är att han har dött och att hans ändrade vanor den aktuella måndagen var ett resultat av att han fått dåliga nyheter av sin läkare. Poirot är inte säker och börjar undersöka saken. Han hittar lätt mannens namn från en lista över nyligen avlidna, och med en passande introduktion träffar han den döde mannens läkare. Mannen levde ensam och dog efter ett fall på nedervåningen vid sitt hus och hittades nära mjölkflaskorna. Han dog omkring klockan 22.00 den dagen och hade ätit en måltid ett par timmar tidigare på samma restaurang som Poirot såg honom på. Han hade ett brev i fickan. Som svar på frågan om släktingar får Poirot veta att mannen hade en tvillingbror, Anthony, som dog på eftermiddagen samma dag som sin bror efter en lång tids sjukdom och att deras enda överlevande släkting är en brorson, George Lorrimer. Poirot är intresserad av den döde mannens tänder och det bekräftas att de var mycket vita för sin ålder.
Poirot träffar brorsonen Lorrimer och anklagar honom för mord. Lorrimers svar bevisar att anklagelsen stämmer. När Poirot träffar Henry igen förklarar han: Anthony lämnade en stor förmögenhet till sin (döda, men främmande) bror. Lorrimer skulle så småningom ärva men var otålig efter pengarna. Han mördade honom faktiskt, och sedan utgav han sig för att vara sin farbror på restaurangen. Han glömde dock att efterlikna sin farbrors matvanor och beställde annan mat än den som vanligtvis valdes, bland annat björnbärstårta till efterrätt. Hans farbror åt inte mat som missfärgade tänderna, medan Lorrimers tänder är missfärgade.

### Drömmen
Poirot kallas via brev hem till den tillbakadragne och excentriske miljonären Benedict Farley. Han visas in på Farleys personliga sekreterares Hugo Cornworthys kontor, men finner miljonären själv ensam i det mörka rummet. Poirot blir ombedd att sitta i skenet av en stark skrivbordslampa och han är inte imponerad av mannen, klädd i en gammal lapptäcksmorgonrock och med tjocka glasögon. Poirot känner att scenen är iscensatt och mannen en charlatan som inte besitter den karaktärsstyrka som han skulle förvänta sig av en så rik och mäktig person. Farley berättar för honom att han plågas av en nattlig dröm där han sitter vid sitt skrivbord i rummet bredvid och exakt klockan 15.28 tar han fram revolvern han har i skrivbordslådan och skjuter sig själv. Olika läkare har inte kunnat förklara detta för honom och han har nu vänt sig till den berömde detektiven. Poirot undrar om han har fiender som skulle vilja döda honom, men Farley känner inte till någon. Poirot ber att få se rummet där drömmen utspelar sig, men Farley vägrar och Poirot lämnar honom. Innan han går ber Farley honom om att brevet han skickade till honom ska returneras och Poirot lämnar över det, men inser sedan att han lämnade över fel och Farley märkte det inte. Rätt brev utväxlas.
En vecka senare ringer en bekant, dr Stillingfleet, till Poirot och berättar att Farley har skjutit sig själv. Poirot går till huset och träffar läkaren, en polisinspektör, den döde mannens andra fru, hans dotter från hans första äktenskap Joanna och Hugo Cornworthy, på vars kontor Poirot hade haft sitt möte med Farley. Poirot berättar för dem om anledningen till det tidigare besöket. En del av sällskapsmedlemmarna är förvånade, men fru Farley fick höra av sin man om drömmarna och hon bekräftar att han hade en revolver i sin skrivbordslåda. Hennes man tycks ha tagit livet av sig på precis det sätt och vid den tidpunkt som drömmen förutsade. Två besökare stod utanför hans rum och väntade på att få träffa honom. Farley talade kort med dem för att säga att han inte skulle dröja länge och gick sedan in i sitt rum. Efter en lång tid gick Cornworthy in och hittade den döda kroppen. Ingen kunde komma in i rummet under tiden. Det finns ett fönster utan klätterbar avsats som vetter mot en tom vägg. Poirot tycker att muren är viktig. Han undersöker rummet och hittar en utdragbar tång som fångar hans intresse. Han ställer frågor till de människor som samlats där, och han får veta att Farley såg dåligt utan sina glasögon.
Poirot har lösningen: Vid sitt förra besök såg han inte Farley utan en förklädd Cornworthy, som hade skrivit brevet själv och instruerat butlern att ta med Poirot till sitt rum. Cornworthy bar ett par extra Farley-glasögon, vilket gjorde att han inte kunde se att Poirot först hade returnerat fel brev. Han stal tången och revolvern från Farleys rum, lutade sig ut genom sitt fönster och använde tången för att hålla ett gosedjur framför Farleys fönster som en distraktion. När Farley lutade sig ut för att se sköt Cornworthy honom, osedd på grund av den tomma väggen och ohörd på grund av bullret från förbipasserande trafik. Han lämnade mannen död en kort stund och gick sedan för att "hitta" kroppen, planterade revolvern där och lämnade tillbaka tången. Han och mrs Farley hade konspirerat för att begå mordet så att hon skulle ärva 250 000 pund och de två skulle kunna vara tillsammans. Hon var den enda andra personen som hävdade att drömmarna var verkliga och som kände till revolvern i mannens skrivbord. Hon avslöjar sin skuld genom att försöka attackera Poirot i ett raseriutbrott, men Stillingfleet drar bort henne.

### En klenod till samlingen
Författaren Raymond West, brorson till miss Marple, visar litteraturkritikern Horace Bindler runt i en lokal som i folkmun kallas "Greenshaw's Folly". Det byggdes på 1860- eller 1870-talet av en man som hade gjort sig en enorm förmögenhet men som inte hade någon aning om arkitektonisk stil, huset var en märklig blandning av byggnader från hela världen. Även om de strängt taget gör intrång, välkomnas de ändå av miss Greenshaw, det äldre barnbarnet till mannen som byggde huset, när de stöter på henne i hennes trädgård. Hon är en skarp, lite argsint kvinna som håller ordning på sin stab på två personer. Det är hennes sällskapsdam mrs Cresswell och den unge trädgårdsmästaren Alfred som ständigt är i dispyt med mrs Cresswell. Miss Greenshaw utnyttjar de två besökarnas närvaro för att be dem bevittna hennes underskrift av det testamente hon just låtit upprätta. Hon säger att hon lämnar allt till mrs Cresswell i stället för obetalda löner, eftersom miss Greenshaw är fast besluten att ingenting ska gå till hennes enda släkting, hennes brorson, sonen till en skurkaktig man vid namn Harry Fletcher som rymde med en av hennes systrar. De undertecknar testamentet i biblioteket där miss Greenshaw visar dem sin farfars rikliga dagböcker och uttrycker en önskan om att få dem redigerade och publicerade, men säger att hon inte har tid att åta sig en sådan uppgift. De två besökarna avlägsnar sig, något förbryllade över en kommentar från miss Greenshaw om tiden: om du vill veta vad klockan är, fråga en polis.
När de senare diskuterar besöket i sällskap med miss Marple, Joan West och hennes brorsdotter Louise Oxley, erbjuder sig Oxley att åta sig arbetet med dagböckerna medan Miss Marple funderar över likheten mellan miss Greenshaw och en mr Naysmith som tyckte om att ge falska intryck för skojs skull, vilket ibland ledde till problem. Louise Oxley anställs för att arbeta med dagböckerna och börjar arbeta i miss Greenshaws hus. Nästa dag blir hon ombedd att bjuda den gamla damens brorson Nathaniel Fletcher på lunch, men blir tillsagd att inte informera miss Cresswell. När Raymond får höra detta misstänker han att en försoning och en ändring i testamentet kan bli följden. Dagen därpå när Louise anländer till huset slås hon av likheten mellan Alfred och ett porträtt av miss Greenshaws farfar. Hon arbetar med dagböckerna i sitt rum på första våningen när hon hör ett skrik från trädgården och ser miss Greenshaw stappla mot huset med en pil i bröstet. När Louise försöker gå ner för att hjälpa miss Greenshaw upptäcker hon att hon är inlåst. Några fönster längre bort ropar mrs Cresswell att hon befinner sig i samma situation. En poliskonstapel som anländer några minuter senare befriar kvinnorna från deras respektive rum. Han följs av en polisassistent och sedan av Nathaniel Fletcher, som anländer till sitt lunchmöte. Samma kväll intervjuar kommissarie Welch Raymond om testamentet han bevittnat. Miss Marple gissar helt riktigt att, i motsats till vad Raymond och Horace Bindler fick veta, mrs Cresswell inte var förmånstagare till testamentet – miss Greenshaw spelade henne ett spratt, ett beteende som liknade Mr Naysmiths. Mottagaren av miss Greenshaws pengar är Alfred, som förmodligen är barnbarn till ett av miss Greenshaws farfars utomäktenskapliga barn, därav likheten i utseendet. Alfred är medlem i en bågskytteklubb men har ett järnhårt alibi för tiden för mordet.
Miss Marple har en hypotes: att den miss Greenshaw som Louise träffade under sina två dagars arbete i själva verket var mrs Cresswell i förklädnad. Miss Greenshaw var medvetslös när hon blev stucken med pilen och den döende personen på gräsmattan som Louise såg var mrs Cresswell med en falsk pil. Den förste "polisen" som anlände till huset var i själva verket Nathaniel Fletcher, mrs Cresswells medbrottsling. Fletcher är en skådespelare som spelar polisen i en uppsättning av pjäsen av James Barrie, A Kiss for Cinderella, och bär sin kostym från pjäsen. Några minuter senare dyker han upp i huset som sig själv, ovetande om dödsfallet. Sällskapsdamen hade varit inlåst en kort tid i sitt rum, varifrån Fletcher befriade henne; dessförinnan hade Mary Cresswell varit fri att utge sig för att vara sin arbetsgivare och ställa Louise som vittne till "brottet". Paret försökte lägga skulden på Alfred, utan att inse att han hade gått till puben för att äta lunch tidigare än vanligt och därför hade ett alibi. När Miss Marple ser att stenpartiet som den falska miss Greenshaw hade arbetat på har fått upp växter och ogräs, något som en skicklig trädgårdsmästare som miss Greenshaw aldrig skulle göra, inser hon att hennes gissning var korrekt. Alfred ärver "Greenshaw's Folly".

## Litterär betydelse och mottagande
Maurice Richardson i The Observer sa den 18 december 1960: "Hon har aldrig varit som bäst i kortformatet. Dessa sex noveller är långt ifrån mästerverk. Ändå framkallar de fortfarande en förnimmelse av den gamla juleuforin och kan underlätta för dig under en övermått, eller en av de där Korsvägsandakterna på hjul, som kallas järnvägsresor."
Robert Barnard: "En sen samling, med flera av de 'långa-korta' novellerna som passar Christie bra. Den är dock mindre rigorös än hennes bästa, och den sista berättelsen, En klenod till samlingen, har ett anmärkningsvärt exempel på miss Marples vana att avslöja sanningen, utan att man knappt har ett spår av varför eller varför."